# Lucien Londot
Pierre Dieudonné Arnold Marie Lucien Londot (Liegi, 23 aprile 1874 – ...) è stato un calciatore belga.

## Carriera
Nel periodo nel quale militava nel Liegi venne selezionato per partecipare ai Giochi olimpici di Parigi 1900 nella squadra dell'Università di Bruxelles, riuscendo a vincere la medaglia di bronzo.

## Palmarès
| Anno | Manifestazione | Sede   | Evento | Risultato | Note |
| ---- | -------------- | ------ | ------ | --------- | ---- |
| 1900 | Olimpiadi      | Parigi | Calcio | Bronzo    |      |